# 蔡夷侯
蔡夷侯（？—前809年？），名字失傳，是西周諸侯國蔡國第七任國君。他是上一任國君蔡武侯的兒子，在位期間為前837年－前810年，共28年。